# Белая керамика Сибола
Белая керамика Сибола, англ. Cibola White Ware — традиция индейской керамики, существовавшая на территории штатов Аризона и Нью-Мексико среди древних пуэбло. Предшествовала появлению белой керамики Рио-Гранде.
Керамика данного типа производилась в области от реки Сан-Хуан (ныне штат Юта) до верхнего стока реки Хила, и от Белых гор в штате Аризона на восток до Лагуна-Пуэбло — а также, вероятно, и далее на восток до стока реки Рио-Гранде.
Большинство предметов белой керамики Сибола отличается от индейской керамики «чёрным по белому» использованием добавки для закаливания из керамического порошка (размолотых остатков керамики), а также минеральной чёрной краски.
| Тип агента закаливания            | Минеральный краситель                  | Угольный краситель                      |
| --------------------------------- | -------------------------------------- | --------------------------------------- |
| Закаливатель из обломков керамики | Большинство белой керамики Сибола      | Белая керамика Малого Колорадо (обычно) |
| Закаливатель из кварцевого песка  | Некоторая ранняя белая керамика Сибола | Тусаянская белая керамика               |